# Лапенко Антон В'ячеславович
Антон В'ячеславович Лапенко (1 вересня 1986, Зеленоград) — російський актор театру і кіно, відеоблогер. Став відомим у 2019 році серією роликів на YouTube, знятих у VHS-стилістиці 1980-1990-х років, де Лапенко постає в різних образах.

## Біографія
Антон Лапенко народився 1 вересня 1986 року в Зеленограді. У 2011 році закінчив акторський факультет ВДІКу, після чого вступив до трупи електротеатру «Станіславський».
Переможець премії «Золотий лист» (2011).
У телесеріалах знімається з 2010 року, переважно у другорядних та епізодичних ролях.

### «Усередині Лапенка»
У 2019 році Лапенко став відомим як автор гумористичних скетчів в Instagram, стилізованих під ретро-відео в форматі VHS. Серед героїв, яких грає Лапенко, — невпевнений у собі, часом інфантильний інженер, журналіст, який є продюсером серіалу «Загадка діри», та ексцентричний водій котка Ігор Катамаранов. До жовтня 2019 року на каналі Лапенка було 579 000 підписників.
У грудні 2019 року Лапенко опублікував серіал «Усередині Лапенка» на Youtube. Серіал був створений Антоном Лапенком (який зіграв всіх головних героїв) і коміком Олексієм Смирновим (сценарист і режисер). Сюжет заснований на житті та пригодах персонажів відео Лапенка в Instagram. Згідно з презентацією авторів, вона оформлена в стилі радянського кіно і не прив'язана до певного часу, а скоріше являє собою всесвіт, що об'єднує 1980-і і 1990-і роки.Серіал налічує 5 серій, фінальна серія була опублікована 27 грудня 2019 року.
Єгор Максимов з Maxim Online назвав серіал пародією на всі жанри радянського телебачення.

## Театральні роботи
Електротеатр Станіславський
- 2017 «Мертве тіло», «Роббер», «Шампанське», «Пиво», «Зойкіна квартира», реж. Ольга Лукичова
- 2017 «Другий житель», «Візит дами», реж. Олег Добровольський
- 2017 «Орест», «Андромаха», реж. Лейсан Файзулліна
- 2016 «Коля», «Парубок із м. Рудня», «Love machines», реж. Марія Чиркова
- 2016 «Золотий осел. Розімкнутий простір роботи», реж. Борис Юхананов
- 2015 Кіро, «Полковник-пташка», реж. Роман Дробот
- 2015 «Працівники фабрики», «Анна в тропіках», реж. Олександр Огарьов
- 2015 «Моє покоління», реж. Роман Дробот

## Фільмографія
- 2020 року — Ж у Д (у виробництві)
- 2020 року — БУМЕРанг (у виробництві) — репортер
- 2020 року — Корені — Аркадій
- 2020 року — Глибше! — Хачатрян
- 2020 року — Чики[1] — поліцейський Юра
- 2020 — Усередині Лапенка 2 — різні ролі
- 2019 — Жара — Саша
- 2019 — ІП Пирогова — Ігнат
- 2019 — Усередині Лапенка — різні ролі
- 2017 — Кухня. Остання битва — диктор
- 2016 — Напарниці — Євгеній Бєлов, син Струміліна
- 2015 — Викрадач (короткометражний)
- 2014  — Мент в законі-9 — таксист
- 2014  — Спадкоємці по кривій | Фільм № 5
- 2013 — Запах вереска — Кондратьєв
- 2012 — Топтуни — кур'єр
- 2012 — Вербувальник | Фільм № 8
- 2012 — Засіб від смерті — епізод
- 2011 — Повернення додому — епізод
- 2010 — Погоня за тінню — розносник піци
- 2010 — Пожежник | 19-я серія
- 2010 — Закон і порядок. Відділ оперативних розслідувань-4
- 2010 — Істина понад усе | 19-та серія — епізод